# Canzone Napoletana. Piccola Enciclopedia
Canzone Napoletana. Piccola Enciclopedia è un album in studio del 2015 del cantautore Massimo Ranieri, prodotto da Mauro Pagani. Questo album è suddiviso in 6 dischi con un totale di 80 tracce.

## Tracce
Disco 1
1. 'E spingule francese
2. Marechiare
3. 'O sole mio
4. Guaglione
5. 'E ccerase
6. Raziella
7. Tu si 'na cosa grande
8. Sfumature
9. Indifferentemente
10. Cammina cammina
11. Malafemmena
12. Scetate
13. Lu cardillo
14. Villanelle

Disco 2
1. Tammuriata nera
2. Luna rossa
3. Dove sta Zazà
4. Torna maggio
5. Santa Lucia luntana
6. 'Na sera 'e maggio
7. Lariulà
8. Rundinella
9. Piscatore 'e Pusilleco
10. 'O mafiuso
11. 'A pizza
12. Chella llà
13. Dicitencello vuje

Disco 3
1. Nuttata 'e sentimento
2. Torna a Surriento
3. Scalinatella
4. I' te vurria vasà
5. 'O marenariello
6. Funtana all'ombra
7. Tutta 'nata storia
8. Vierno
9. Te voglio bene assaje
10. Maggio si tu
11. Core 'ngrato
12. Scapricciatiello
13. Agata

Disco 4
1. La Palummella
2. Canto 'e primavera
3. Furturella
4. Astrigneme
5. Catarì
6. Aumm aumm
7. È 'na bella jurnata
8. Era de maggio
9. Maruzzella
10. Lo guarracino
11. 'O surdato 'nnammurato
12. Voce 'e notte
13. Caravan petrol

Disco 5
1. Reginella
2. Fenesta vascia
3. Maria marì
4. 'Na mmasciata
5. Le mani
6. 'A storia 'e nisciuno
7. Suonne sunnate
8. 'A casciaforte
9. Napulitanata
10. Io, mammeta e tu
11. Lacco Ameno
12. Ciccio formaggio
13. 'A rumba de scugnizzi
14. 'A nova gelosia

Disco 6
1. Attimi
2. Apri le braccia
3. È stata tua la colpa
4. Pigliate 'na pastiglia
5. Giacca rossa 'e russetto
6. Guapparia
7. 'O munasterio
8. Lazzarella
9. Verrò a chiederti perdono
10. 'O ccafè
11. Carmela
12. La Pansè
13. Torero